# Walthère Frère-Orban
Hubert Joseph Walthère Frère-Orban (pronunciación en francés: /ybɛʁ ʒozɛf waltɛʁ fʁɛʁ ɔʁbɑ̃/; Lieja, 24 de abril de 1812 – Bruselas, 2 de enero de 1896) fue un estadista liberal belga, que ocupó el cargo de primer ministro de Bélgica.

## Biografía
Nacido en Lieja, recibió toda su educación en París, si bien empezó a practicar la abogacía en su ciudad natal. Se indentificó con el Partido liberal, y se destacó en la polémica con la Iglesia católica.
En 1846, escribió el programa, que fue aceptado como el ideario del partido liberal belga. Frère-Orban decía: el liberalismo consiste en la afirmación de la autoridad del Estado sobre la Iglesia y la defensa del sistema de instrucción pública laica contra el clérigo; en todo momento se opuso a la extensión "indebida" del sufragio. En las elecciones generales de 1847, fue elegido miembro de la Cámara belga y fue elegido para ocupar el cargo de ministro de Obras Públicas y, de 1848 a 1852, la cartera de Finanzas. Fundó el Banco Nacional de Bélgica, redujo el franqueo, abolió el impuesto a los periódicos y fue un firme defensor del libre comercio.
Su trabajo, La mainmorte et la charité (1854–57), dirigido contra los conservadores, produjo un gran efecto en la posiciónb de los partidos en Bélgica. Como consecuencia, en las elecciones generales de 1857, los liberales volvieron al poder y Frère-Orban volvió a ser ministro de Hacienda en el gabinete de Charles Rogier, a quien sucedió como undécimo primer ministro en 1868. En 1870 los católicos recuperaron su supremacía y les obligó a retirarse, pero desde 1878 hasta 1884 estuvo de nuevo al frente del gabinete, sobre todo en la ruptura de relaciones diplomáticas con el Vaticano en 1880 (que fueron restauradas en 1884).
Aún en el partido liberal, en las elecciones de 1894 rechazó categóricamente el apoyo de los católicos contra los progresistas y socialistas. No fue reelegido, derrotado por el socialista Célestin Demblon.
Frère-Orban fallecería el 2 de enero de 1896 y fue enterrado en su Lieja natal en el Cementerio de Robermont.

## Honores

### Condecoraciones nacionales
- :
  - Ministro de Estado, por Decreto Real.[3]
  - 1881: Gran Cordón de la Orden de Leopoldo (División civil).[4]

### Condecoraciones extranjeras
- Imperio austrohúngaro: 1881: Gran Cruz de Caballero de la Orden de San Esteban de Hungría.[5]
- : Gran Cruz de Caballero de la Legión de Honor.[6]
- : 6 de mayo de 1852: Caballero de Primera Clase en la Orden del Águila Roja.[6][7]
- : Gran Cruz de Caballero de la Orden imperial de Leopoldo[6]
- : Gran Cruz de Caballero de la Orden de Carlos III.[6]
- : Gran Cruz de Caballero de la Orden de Cristo.[6]
- : Gran Cruz de Caballero de la Orden Real Güélfica.[6]
- : Gran Cruz de Caballero de la Orden de los Santos Mauricio y Lázaro.[6]
- : Gran Cruz de Caballero de la Orden del León de Oro de la Casa de Nassau.[6]